# Maria-Thaddeus von Trauttmansdorf Wiensberg
Maria-Thaddeus von Trauttmansdorf Wiensberg (Graz, 28 maggio 1761 – Vienna, 20 gennaio 1819) è stato un cardinale e arcivescovo cattolico austriaco.

## Biografia
Nacque a Graz il 28 maggio 1761, rampollo di un ramo collaterale della nobile famiglia austriaca dei Trauttmansdorff. Era figlio del conte Weikhard Joseph Trauttmansdorf-Weinsberg e di sua moglie, la contessa Maria Anna Wurmbrand-Stuppach.
Compì i propri studi al liceo di Graz (dove approfondì la conoscenza degli studi umanistici e della filosofia), passando poi al Collegio Teutonico di Roma dove studiò teologia nel 1780, per poi passare al Pontificio Ateneo di Sant'Apollinare dove si addottorò in teologia il 12 agosto 1782. Frequentò infine l'Imperial Collegio di Pavia dove venne influenzato da due suoi professori giansenisti: Pietro Tamburini e Giuseppe Zola. Deciso a intraprendere la carriera ecclesiastica, già dal 25 luglio 1780 aveva ricevuto gli ordini minori, il suddiaconato il 30 maggio 1782 ed infine il diaconato il 14 giugno 1783.
Nominato canonico non residente del capitolo della cattedrale di Olomouc dal 13 giugno 1783, venne ordinato sacerdote il 20 dicembre 1783 a Graz. Assegnato come parroco a Jägerndorf, in Slesia, fu quindi curato a Holleschau in Moravia nel 1785 dove colse l'occasione per studiare la lingua ceca. Fu in quegli anni che le sue visioni teologiche cambiarono radicalmente ed egli decise di abbandonare il giansenismo; nominato canonico residente a Olomouc dal 19 novembre 1793, divenne arciprete del medesimo capitolo poco dopo. Nel 1793 venne nominato vescovo di Trieste, ma prima di ricevere la conferma del papa, l'imperatore Francesco I del Sacro Romano Impero lo destinò alla sede di Hradek Králové, il 30 agosto 1794.
Eletto vescovo di Hradek Králové, in Boemia, dal 1º luglio 1795, venne consacrato l'8 settembre di quello stesso anno nella chiesa di San Maurizio a Kroměříž, per mano di Antonín Theodor Hrabì von Colloredo-Waldsee, arcivescovo di Olomouc, assistito da Karl Godefried von Rosenthal, vescovo titolare di Cafarnao e vescovo ausiliare a Olomouc, e da Johann Prokop von Schaffgotsch, vescovo di Ceske Budejovice. Nominato consigliere privato dell'imperatore nel 1806. Venne prescelto quale nuovo arcivescovo di Olomouc dal capitolo di quella cattedrale il 26 novembre 1811.
Papa Pio VII lo elevò al rango di cardinale nel concistoro del 23 settembre 1816 ma non ricevette mai il titolo e la berretta rossa. L'imperatore gli concesse la gran croce dell'Ordine imperiale di Leopoldo nel 1817.
Morì il 20 gennaio 1819 a Vienna e venne sepolto nella cattedrale di Olomouc.

## Genealogia episcopale e successione apostolica
La genealogia episcopale è:
- Cardinale Scipione Rebiba
- Cardinale Giulio Antonio Santorio
- Cardinale Girolamo Bernerio, O.P.
- Arcivescovo Galeazzo Sanvitale
- Cardinale Ludovico Ludovisi
- Cardinale Luigi Caetani
- Cardinale Ulderico Carpegna
- Cardinale Paluzzo Paluzzi Altieri degli Albertoni
- Papa Benedetto XIII
- Papa Benedetto XIV
- Vescovo Joseph Maria von Thun und Hohenstein
- Arcivescovo Sigismund III von Schrattenbach
- Arcivescovo Hieronymus von Colloredo
- Cardinale Antonín Theodor Colloredo-Waldsee
- Cardinale Maria-Thaddeus von Trauttmansdorf Wiensberg

La successione apostolica è:
- Arcivescovo Andrzej Alojzy Ankwicz (1815)
- Arcivescovo Ferdinand Maria von Chotek (1817)
- Vescovo Wenceslas Urban von Stuffler (1817)

## Albero genealogico
|                                                   |                                           |                                                        | Genitori                                             |  |  | Nonni |  |  | Bisnonni                                    |  |  | Trisnonni                                       |  |
|                                                   |                                           |                                                        |                                                      |  |  |       |  |  | Georg Sigmund von Trauttmansdorff-Weinsberg |  |  | Johann Maximilian von Trauttmansdorff-Weinsberg |  |
|                                                   |                                           |                                                        |                                                      |  |  |       |  |  | Georg Sigmund von Trauttmansdorff-Weinsberg |  |  | Johann Maximilian von Trauttmansdorff-Weinsberg |  |
|                                                   |                                           | Sophie Pálffy ab Erdöd                                 |                                                      |  |  |       |  |  | Georg Sigmund von Trauttmansdorff-Weinsberg |  |  |                                                 |  |
| Maximilian Siegmund von Trauttmansdorff-Weinsberg |                                           |                                                        |                                                      |  |  |       |  |  | Georg Sigmund von Trauttmansdorff-Weinsberg |  |  |                                                 |  |
|                                                   |                                           | Eleonora Cäcilia Renata von Wildenstein                | Johann Franz von Wildenstein                         |  |  |       |  |  |                                             |  |  |                                                 |  |
|                                                   |                                           | Eleonora Cäcilia Renata von Wildenstein                | Johann Franz von Wildenstein                         |  |  |       |  |  |                                             |  |  |                                                 |  |
|                                                   |                                           | Eleonora Cäcilia Renata von Wildenstein                | Barbara Konstantia Scheidt von Zelleris              |  |  |       |  |  |                                             |  |  |                                                 |  |
| Weikhard Joseph von Trauttmansdorff-Weinsberg     |                                           | Eleonora Cäcilia Renata von Wildenstein                |                                                      |  |  |       |  |  |                                             |  |  |                                                 |  |
|                                                   |                                           | Ernst Rüdiger von Starhemberg, II conte di Schönbüchel | Konrad Balthasar Starhemberg, I conte di Schönbüchel |  |  |       |  |  |                                             |  |  |                                                 |  |
|                                                   |                                           | Ernst Rüdiger von Starhemberg, II conte di Schönbüchel | Konrad Balthasar Starhemberg, I conte di Schönbüchel |  |  |       |  |  |                                             |  |  |                                                 |  |
|                                                   |                                           | Ernst Rüdiger von Starhemberg, II conte di Schönbüchel | Anna Elisabeth von Zinzendorf und Pottendorf         |  |  |       |  |  |                                             |  |  |                                                 |  |
| Gabriela Barbara Starhemberg                      |                                           | Ernst Rüdiger von Starhemberg, II conte di Schönbüchel |                                                      |  |  |       |  |  |                                             |  |  |                                                 |  |
|                                                   |                                           | Helena Dorothea von Starhemberg                        | Heinrich Wilhelm von Starhemberg                     |  |  |       |  |  |                                             |  |  |                                                 |  |
|                                                   |                                           | Helena Dorothea von Starhemberg                        | Heinrich Wilhelm von Starhemberg                     |  |  |       |  |  |                                             |  |  |                                                 |  |
|                                                   |                                           | Helena Dorothea von Starhemberg                        | Susanna von Meggau                                   |  |  |       |  |  |                                             |  |  |                                                 |  |
| Maria-Thaddeus von Trauttmansdorf Wiensberg       |                                           | Helena Dorothea von Starhemberg                        |                                                      |  |  |       |  |  |                                             |  |  |                                                 |  |
|                                                   | Wolfgang Friedrich von Wurmbrand-Stuppach | Georg Andreas von Wurmbrand-Stuppach                   |                                                      |  |  |       |  |  |                                             |  |  |                                                 |  |
|                                                   | Wolfgang Friedrich von Wurmbrand-Stuppach | Georg Andreas von Wurmbrand-Stuppach                   |                                                      |  |  |       |  |  |                                             |  |  |                                                 |  |
|                                                   | Wolfgang Friedrich von Wurmbrand-Stuppach | Maria Susanna von Cronegg                              |                                                      |  |  |       |  |  |                                             |  |  |                                                 |  |
| Leopold Siegmund von Wurmbrand-Stuppach           | Wolfgang Friedrich von Wurmbrand-Stuppach |                                                        |                                                      |  |  |       |  |  |                                             |  |  |                                                 |  |
|                                                   |                                           | Maria Anna Kollonitz von Kollegrád                     | Georg Gottfried Johann Kollonitz von Kollográd       |  |  |       |  |  |                                             |  |  |                                                 |  |
|                                                   |                                           | Maria Anna Kollonitz von Kollegrád                     | Georg Gottfried Johann Kollonitz von Kollográd       |  |  |       |  |  |                                             |  |  |                                                 |  |
|                                                   |                                           | Maria Anna Kollonitz von Kollegrád                     | Maria Elisabeth Renata von Stubenberg                |  |  |       |  |  |                                             |  |  |                                                 |  |
| Maria Anna von Wurmbrand-Stuppach                 |                                           | Maria Anna Kollonitz von Kollegrád                     |                                                      |  |  |       |  |  |                                             |  |  |                                                 |  |
|                                                   |                                           | Franz Augustin von Wildenstein                         | Franz Christoph von Wildenstein                      |  |  |       |  |  |                                             |  |  |                                                 |  |
|                                                   |                                           | Franz Augustin von Wildenstein                         | Franz Christoph von Wildenstein                      |  |  |       |  |  |                                             |  |  |                                                 |  |
|                                                   |                                           | Franz Augustin von Wildenstein                         | Anna Theresia von Mindorf                            |  |  |       |  |  |                                             |  |  |                                                 |  |
| Theresia Sabina von und zu Wildenstein            |                                           | Franz Augustin von Wildenstein                         |                                                      |  |  |       |  |  |                                             |  |  |                                                 |  |
|                                                   |                                           | Maria Anna Theresia von Tattenbach                     | Otto Friedrich von Tattenbach                        |  |  |       |  |  |                                             |  |  |                                                 |  |
|                                                   |                                           | Maria Anna Theresia von Tattenbach                     | Otto Friedrich von Tattenbach                        |  |  |       |  |  |                                             |  |  |                                                 |  |
|                                                   |                                           | Maria Anna Theresia von Tattenbach                     | Eleonora Eusebia von Schrattenbach                   |  |  |       |  |  |                                             |  |  |                                                 |  |
|                                                   |                                           | Maria Anna Theresia von Tattenbach                     |                                                      |  |  |       |  |  |                                             |  |  |                                                 |  |